# 伊座利川
伊座利川（いざりがわ）は、徳島県海部郡美波町を流れる二級河川である。

## 地理
海部郡美波町伊座利より同町を通過し太平洋に注ぐ。

## 流域の主な施設
- 徳島県道26号由岐大西線
- 美波町立由岐中学校伊座利分校

## 流域の自治体
徳島県
海部郡美波町